# Obereopsis monticola
Obereopsis monticola là một loài bọ cánh cứng trong họ Cerambycidae.